# Laura Xmas
Laura Xmas é o primeiro álbum natalino, e décimo terceiro álbum de estúdio, da cantora e compositora italiana Laura Pausini. Lançado no dia 4 de novembro de 2016, o álbum foi anunciado pela própria artista através de seu perfil na rede social Facebook em 8 de setembro.

## Lista de faixas
| N.º | Título                                                    | Compositor(es)                       | Duração |  |
| 1.  | "It's Beginning to Look a Lot Like Christmas"             | Meredith Willson                     |         |  |
| 2.  | "Let It Snow! Let It Snow! Let It Snow!"                  | Sammy Cahn Jule Styne                |         |  |
| 3.  | "Santa Claus Is Coming to Town"                           | John Frederick Coots Haven Gillespie |         |  |
| 4.  | "Jingle Bell Rock"                                        | Joe Beal Jim Boothe                  |         |  |
| 5.  | "Have Yourself a Merry Little Christmas"                  | Ralph Blane Hugh Martin              |         |  |
| 6.  | "Jingle Bells"                                            | James Lord Pierpont                  |         |  |
| 7.  | "White Christmas"                                         | Irving Berlin                        |         |  |
| 8.  | "Happy Xmas (War Is Over)"                                | John Lennon Yoko Ono                 |         |  |
| 9.  | "Feliz Navidad"                                           | José García                          |         |  |
| 10. | "Adeste Fideles" (também conhecida como "Hino Português") | D. João IV de Portugal               |         |  |
| 11. | "Oh Happy Day"                                            | Edwin Hawkins                        |         |  |
| 12. | "Astro del Ciel"                                          | Joseph Mohr                          |         |  |

| Versão em espanhol |                                                           |                                      |         |  |
| N.º                | Título                                                    | Compositor(es)                       | Duração |  |
| 1.                 | "It's Beginning to Look a Lot Like Christmas"             | Meredith Willson                     |         |  |
| 2.                 | "Va a Nevar"                                              | Sammy Cahn Jule Styne                |         |  |
| 3.                 | "Santa Claus Llegó a La Ciudad"                           | John Frederick Coots Haven Gillespie |         |  |
| 4.                 | "Jingle Bell Rock"                                        | Joe Beal Jim Boothe                  |         |  |
| 5.                 | "Have Yourself a Merry Little Christmas"                  | Ralph Blane Hugh Martin              |         |  |
| 6.                 | "Jingle Bells"                                            | James Lord Pierpont                  |         |  |
| 7.                 | "Blanca Navidad"                                          | Irving Berlin                        |         |  |
| 8.                 | "Happy Xmas (War Is Over)"                                | John Lennon Yoko Ono                 |         |  |
| 9.                 | "Feliz Navidad"                                           | José García                          |         |  |
| 10.                | "Adeste Fideles" (também conhecida como "Hino Português") | D. João IV de Portugal               |         |  |
| 11.                | "Oh Happy Day"                                            | Edwin Hawkins                        |         |  |
| 12.                | "Noche de Paz"                                            | Joseph Mohr                          |         |  |

## Paradas e certificações
| Parada (2015/16)                            | Melhor posição |
| ------------------------------------------- | -------------- |
| Bélgica (Ultratop Flanders)                 | 93             |
| Bélgica (Ultratop Valônia)                  | 41             |
| França (SNEP)                               | 182            |
| Espanha (PROMUSICAE)                        | 15             |
| Estados Unidos (Billboard Álbuns Clássicos) | 10             |
| Estados Unidos (Billboard World Albums)     | 3              |
| Hungria (MAHASZ)                            | 23             |
| Itália (FIMI)                               | 1              |
| Suíça (Schweizer Hitparade)                 | 19             |

| País                                | Certificação | Vendas   |
| ----------------------------------- | ------------ | -------- |
| Itália (FIMI)                       | 2x Platina   | 100.000* |
| *informação baseada na certificação |              |          |

## Créditos e pessoal
Artistas e músicos
- Laura Pausini – vocais principais, vocais de fundo
- Patrick Williams – maestro